# 威利斯

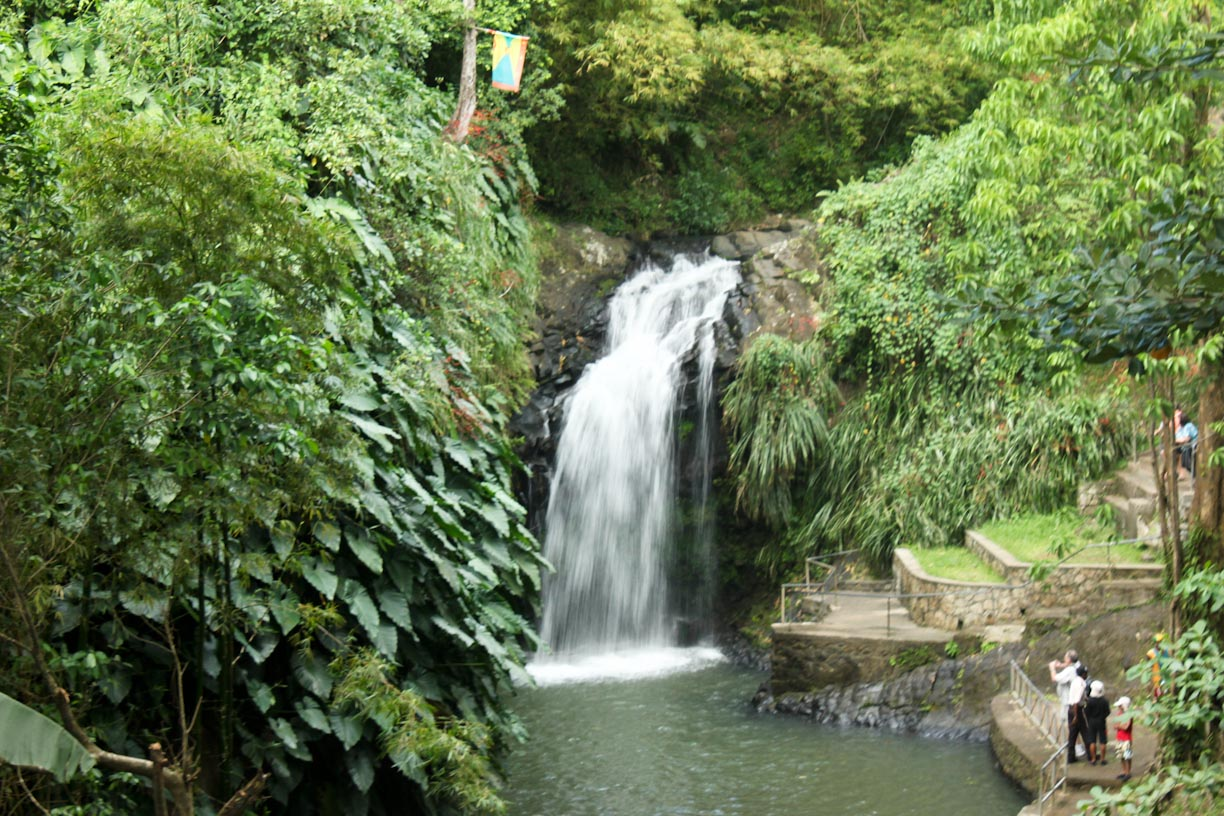

威利斯（Willis）是加勒比海岛国格林纳达南部的一座内陆城镇，由圣乔治区负责管辖，位于朝向岛中央的该国首都圣乔治数英里，海拔高度为321米。人口约500人。
12°05′N 61°43′W / 12.083°N 61.717°W